# Blangy-sur-Bresle
Blangy-sur-Bresle è un comune francese di 3 039 abitanti situato nel dipartimento della Senna Marittima nella regione della Normandia.

## Società

### Evoluzione demografica
Abitanti censiti